# Cappella
Cappella ist ein italienisches Eurodance-, House- und Technoprojekt, das international vor allem in den 1990er Jahren Erfolg hatte.

## Biografie
Cappella wurde bereits 1975 als The Cappella-Project gegründet und bestand zu diesem Zeitpunkt ausschließlich aus Songwritern, die Songs für andere Gruppen schrieben. Der Name Cappella bezieht sich im Italienischen auf die Fresken der Renaissance und die Kapellen. Er wurde gewählt, um die Idee von „Wiedergeburt“ hervorzuheben. Wie die Periode der Renaissance mit der Idee der Wiedergeburt von Kultur verbunden ist, so ist Cappellas Musik mit der Idee der Wiedergeburt des Dancefloor verbunden. Cappella war die Idee von Gianfranco Bortolotti, der 1987 das Media-Team zusammenrief und den Track Bauhaus / Push the Beat kreierte. Bauhaus feierte große Erfolge in den Clubs in der ganzen Welt – Cappellas erster Durchbruch. Ein Jahr später wurde mit dem Rapper Ettore Foresti Helyom Halib veröffentlicht, das gute Erfolge in den Charts verbuchen konnte, so etwa Platz 11 in den britischen Top 40. Der Erfolg ging mit House of Alkali, Be Master in One’s Own House, House Energy Revenge, Get Out of My Case und The Rotation of the House weiter.
Das nächste Lied, Take Me Away, war eine Zusammenarbeit mit Loleatta Holloway und dem Media-Records-Team. Cappellas Erfolg erlebte ein schnelles Wachstum mit dem neuen Rapper Rodney Bishop, der Sängerin Kelly Overett und der Veröffentlichung der Single U Got 2 Know im Jahr 1993, die sich in den Top 10 in England sowie in den Top 30 weiterer europäischer Länder platzieren konnte und somit der erste europäische Erfolg war. Ebenfalls 1993 wurde U Got 2 Let the Music veröffentlicht. Das Lied enthält die charakteristische Synthie-Melodie von Alphavilles Sounds Like a Melody und bedeutete den endgültigen Durchbruch in Europa. Weitere internationale Charterfolge erreichte Cappella mit Move On Baby (Platz 1 in der Schweiz), das 1994 veröffentlicht wurde. Im selben Jahr erschien das Album U Got 2 Know. daraus wurden die Singles U & Me, Move It Up und Don’t Be Proud (1995) ausgekoppelt.
Das Jahr 1995 brachte einige Veränderungen bei den Frontleuten von Cappella. Kelly Overett verließ die Gruppe, um eine Solokarrie zu starten. Kellys erster und bis jetzt einziger Solo-Song Follow Your Heart (Interpretenname Kelly-O) konnte keine großen Erfolge verbuchen und wurde nur in England veröffentlicht. 
Im Sommer 1995 wurde Allison Jordan Nachfolgerin von Kelly Overett. Sie kam über ein Casting zum Act. Das Lied Tell Me the Way wurde mit ihr veröffentlicht. Im Januar 1996 folgte der zweite Track, I Need Your Love. 1996 wurde Cappellas drittes Album veröffentlicht. War in Heaven konnte nicht an den Erfolg seines Vorgängers anknüpfen. Die ausgekoppelten Singles hießen Turn It Up and Down (1996) und Do You Run Away Now (1997, nur in Skandinavien).
1997 wurde mit Be My Baby eine neue Single veröffentlicht, mit der Cappella den Musikstil wechselte. Im November folgte dann U Tore My World Apart. Cappellas 4. Album wurde 1998 einzig in Japan veröffentlicht. Es enthält 12 verschiedene Tracks, darunter auch langsamere Lieder und hieß Cappella. Daraus wurden Throwin’ Away (MP3) und Walkin’ Away (Vinyl) in Japan als Singles ausgekoppelt. Im November folgte ein Remix von U Got 2 Let the Music. Auf der Maxi-CD ist Leave It, ein noch nie veröffentlichter Track, enthalten. Ende 1998 wurde U R the Power of Love in Deutschland veröffentlicht. Cappella konnten seit 1995 nicht mehr an ihre alten Erfolge anknüpfen.
1999 bestätigte Gianfranco Bortolotti das Aus von Cappella. Er werde sich wieder um Cappella kümmern, wenn er Zeit für das Projekt findet, war zu lesen. Mit diesem Ende von Cappella haben auch Allison Jordan und Rodney Bishop den Act verlassen.
Im Oktober 2000 gab es Gerüchte über eine Rückkehr von Cappella. Bei Media Records Italien war Folgendes zu lesen:
„The Return of the Media Star“: From Media Recording Studios is ready a new bumper sound, emblematic for the history of dance music: the new Cappella single. The title is unknown, but the style is very happy energy massive. Stay in tune for other Cappella news.
Diese Meldung wurde aber wieder sehr schnell zurückgenommen. Im Jahr 2001 wurde dann eine Promo herausgegeben, eine Neuauflage von U & Me. In den Handel kam diese Single allerdings nicht. Erst im Sommer 2002 war es endlich soweit für eine neue Single. Es wurde ein Remix von U Got 2 Know als Vinyl veröffentlicht. Die CD-Veröffentlichung erfolgte Anfang Oktober 2002. Im Sommer 2004 erschien der neue Song Angel, konnte aber nicht an die großen Erfolge anknüpfen. Eine Platzierung in den Verkaufscharts wurde nicht erreicht.
Am 13. Dezember 2004 erschien wieder ein Remix einer alten Single, diesmal eine Neuauflage von U Got 2 Let the Music. Nach der Neuauflage des 1996er Albums War in Heaven, das im Juni 2005 veröffentlicht wurde, folgte nur knapp zwei Monate später das nächste Album von Cappella. Dieses Mal handelte es sich um ein Best Of mit bekannten Songs. Zudem wurde eine DVD veröffentlicht. 
2006 wurde U Got 2 Let the Music Remix in der Reihe Golden-Dance-Classics von ZYX-Music erneut veröffentlicht. Ende Oktober 2006 folgte das Album Greatest Hits.
Im November 2013 wurden im Rahmen eines 90er-Festivals in Holland die neuen Frontleute von Cappella bekannt. Hierbei handelt es sich um das britische Ehepaar Marcus (Rap) und Lis Birks (Sängerin).

## Diskografie

### Studioalben
| Jahr | Titel                                | Höchstplatzierung, Gesamtwochen, AuszeichnungChartplatzierungen (Jahr, Titel, Platzierungen, Wochen, Auszeichnungen, Anmerkungen) | Höchstplatzierung, Gesamtwochen, AuszeichnungChartplatzierungen (Jahr, Titel, Platzierungen, Wochen, Auszeichnungen, Anmerkungen) | Höchstplatzierung, Gesamtwochen, AuszeichnungChartplatzierungen (Jahr, Titel, Platzierungen, Wochen, Auszeichnungen, Anmerkungen) | Höchstplatzierung, Gesamtwochen, AuszeichnungChartplatzierungen (Jahr, Titel, Platzierungen, Wochen, Auszeichnungen, Anmerkungen) | Höchstplatzierung, Gesamtwochen, AuszeichnungChartplatzierungen (Jahr, Titel, Platzierungen, Wochen, Auszeichnungen, Anmerkungen) | Anmerkungen                                                        |
| Jahr | Titel                                | DE | AT | CH | UK | IT | Anmerkungen                                                        |
| ---- | ------------------------------------ | --- | --- | --- | --- | --- | ------------------------------------------------------------------ |
| 1994 | U Got 2 Know                         | DE10 (25 Wo.)DE | AT8 (16 Wo.)AT | CH1 Gold · (21 Wo.)CH | UK10 Gold · (10 Wo.)UK | — | Erstveröffentlichung: März 1994 Produzent: Gianfranco Bortolotti   |
| 1995 | War in Heaven / Tell Me the Way (UK) | — | — | CH25 (1 Wo.)CH | UK87 (1 Wo.)UK | — | Erstveröffentlichung: August 1995 Produzent: Gianfranco Bortolotti |

Weitere Studioalben
- 1989: Helyom Halib
- 1994: Move On Baby
- 1998: Cappella

### Kompilationen
- 1994: The Remixes
- 2005: Best Of
- 2006: Greatest Hits
- 2010: Best of Cappella
- 2013: U Got 2 Let the Music – The Hits
- 2016: Greatest Hits & Remixes

### Singles
| Jahr | Titel Album                                | Höchstplatzierung, Gesamtwochen, AuszeichnungChartplatzierungen (Jahr, Titel, Album, Platzierungen, Wochen, Auszeichnungen, Anmerkungen) | Höchstplatzierung, Gesamtwochen, AuszeichnungChartplatzierungen (Jahr, Titel, Album, Platzierungen, Wochen, Auszeichnungen, Anmerkungen) | Höchstplatzierung, Gesamtwochen, AuszeichnungChartplatzierungen (Jahr, Titel, Album, Platzierungen, Wochen, Auszeichnungen, Anmerkungen) | Höchstplatzierung, Gesamtwochen, AuszeichnungChartplatzierungen (Jahr, Titel, Album, Platzierungen, Wochen, Auszeichnungen, Anmerkungen) | Höchstplatzierung, Gesamtwochen, AuszeichnungChartplatzierungen (Jahr, Titel, Album, Platzierungen, Wochen, Auszeichnungen, Anmerkungen) | Höchstplatzierung, Gesamtwochen, AuszeichnungChartplatzierungen (Jahr, Titel, Album, Platzierungen, Wochen, Auszeichnungen, Anmerkungen) | Anmerkungen | [↑]: gemeinsam behandelt mit vorhergehendem Eintrag; [←]: in beiden Charts platziert |
| Jahr | Titel Album                                | DE | AT | CH | UK | Dance | IT | Anmerkungen |                                                                                      |
| ---- | ------------------------------------------ | --- | --- | --- | --- | --- | --- | --- | ------------------------------------------------------------------------------------ |
| 1988 | Push the Beat / Bauhaus Helyom Halib       | — | — | — | UK60 (3 Wo.)UK | — | — | Erstveröffentlichung: März 1988 Autoren: Gianfranco Bortolotti, Francesco Bontempi                                                                                    |                                                                                      |
| 1989 | Helyom Halib (Acid Acid Acid) Helyom Halib | — | — | — | UK11 (9 Wo.)UK | — | — | Erstveröffentlichung: April 1989 Autoren: Gianfranco Bortolotti, Pieradis Rossini, Pierre Feroldi                                                                     |                                                                                      |
| 1989 | House Energy Revenge Helyom Halib          | — | — | — | UK73 (2 Wo.)UK | — | — | Erstveröffentlichung: September 1989 Autoren: Gianfranco Bortolotti, Pieradis Rossini, Stefano Temistocle Lanzini, Pierre Feroldi                                     |                                                                                      |
| 1991 | Everybody U Got 2 Know                     | — | — | — | UK66 (1 Wo.)UK | — | — | Erstveröffentlichung: April 1991 Autoren: Gianfranco Bortolotti, Pieradis Rossini, DJ Mario Mori, Diego Leoni                                                         |                                                                                      |
| 1992 | Take Me Away U Got 2 Know                  | — | — | CH29 (6 Wo.)CH | UK25 (5 Wo.)UK | — | — | Erstveröffentlichung: Januar 1992 feat. Loleatta Holloway Autoren: Gianfranco Bortolotti, Lorenzo Carpella, Max Persona                                               |                                                                                      |
| 1993 | U Got 2 Know                               | DE21 (12 Wo.)DE | — | — | UK6 (12 Wo.)UK | — | — | Erstveröffentlichung: März 1993 Autoren: Gianfranco Bortolotti, Lorenzo Carpella                                                                                      |                                                                                      |
| 1993 | U Got 2 Know Revisited U Got 2 Know        | — | — | — | UK43 (3 Wo.)UK | — | — | Erstveröffentlichung: August 1993 Remixe: Craig Daniel, Paul Newman, R. A. F., Gianfranco Bortolotti, DJ Professor, Paolo Martini                                     |                                                                                      |
| 1993 | U Got 2 Let the Music U Got 2 Know         | DE3 Platin · (26 Wo.)DE | AT1 Gold · (19 Wo.)AT | CH1 (26 Wo.)CH | UK2 Silber · (12 Wo.)UK | — | IT9 (12 Wo.)IT | Erstveröffentlichung: Oktober 1993 Autoren: Gianfranco Bortolotti, Antonio Puntillo, Pierre Feroldi, Roberto Arduini, Steven Zucchini                                 |                                                                                      |
| 1994 | Move On Baby U Got 2 Know                  | DE4 Gold · (21 Wo.)DE | AT3 (13 Wo.)AT | CH1 (25 Wo.)CH | UK7 (8 Wo.)UK | Dance7 (15 Wo.)Dance | IT2 (15 Wo.)IT | Erstveröffentlichung: Februar 1994 Autoren: Gianfranco Bortolotti, Alessandro Pasinelli, Bruno Guerrini, Diego Leoni, Guan Elmzoon, Lorenzo Carpella, Ricardo Overman |                                                                                      |
| 1994 | U & Me U Got 2 Know                        | DE14 (12 Wo.)DE | AT15 (9 Wo.)AT | CH13 (11 Wo.)CH | UK10 (7 Wo.)UK | — | IT6 (11 Wo.)IT | Erstveröffentlichung: Juni 1994 Autoren: Gianfranco Bortolotti, Cristian Piccinelli, Diego Leoni, Guan Elmzoon, Luca Cittadini, Ricardo Overman                       |                                                                                      |
| 1994 | Move It Up U Got 2 Know                    | DE33 (12 Wo.)DE | — | CH19 (10 Wo.)CH | UK16 (7 Wo.)UK | — | IT9 (8 Wo.)IT | Erstveröffentlichung: Oktober 1994 Autoren: Gianfranco Bortolotti, Alessandro Pasinelli, Claudio Maifrini, Diego Leoni,                                               |                                                                                      |
| 1994 | The Big Beat U Got 2 Know                  | — | — | —[UK: ↑] | UK16 (7 Wo.)UK | — | — | B-Seite von Move It Up Autoren: Gianfranco Bortolotti, Max Persona, Sam Paganini                                                                                      |                                                                                      |
| 1995 | Tell Me the Way War in Heaven              | — | — | CH35 (4 Wo.)CH | UK17 (3 Wo.)UK | — | IT8 (9 Wo.)IT | Erstveröffentlichung: August 1995 Autoren: Gianfranco Bortolotti, Luca Cittadini, Diego Leoni, Mauro Picotto, Paolo Sandrini, Roberto Cipro                           |                                                                                      |
| 1996 | I Need Your Love War in Heaven             | — | AT34 (2 Wo.)AT | — | — | — | IT16 (4 Wo.)IT | Erstveröffentlichung: Februar 1996 Autoren: Gianfranco Bortolotti, Max Castrezzati, Diego Leoni, Pierre Feroldi, Steven Zucchini, Tiziano Giupponi, Valerio Gaffurini |                                                                                      |
| 1997 | Be My Baby Cappella                        | — | — | — | UK53 (2 Wo.)UK | Dance16 (12 Wo.)Dance | — | Erstveröffentlichung: Juni 1997 Autoren: Gianfranco Bortolotti, Alberto Remondini, Riccardo Ferri, Mauro Picotto, Mario Scalambrin, Roberto Guiotto, Diego Leoni      |                                                                                      |

Weitere Singles
| - 1989: Get Out of My Case - 1989: House of Al-Kali - 1990: Be Master in One’s Own House - 1990: The Rotation of the House - 1991: Everybody Listen to It - 1994: Shake Your Body - 1994: What I Gotta Do - 1994: Cappella Deconstructed (vs. Carl Cox) - 1994: Festival Megamix / Classic Megamix - 1995: Don’t Be Proud - 1996: Back In Your Life / Another You - 1996: Turn it Up and Down - 1997: Do You Run Away Now - 1997: U Tore My World Apart - 1997: U Turn Me On - 1997: Can U Feel it Babe - 1998: U Got 2 Let the Music ’98 / Leave It - 1998: Throwin’ Away (Good to be Done) - 1998: U R the Power of Love - 2001: U & Me 2001 / Tell Me the Way 2001 - 2002: U Got 2 Know 2002 - 2004: U Got 2 Let the Music (DJ Shog Remix) - 2004: Angel - 2010: Take Me Away (feat. Bootmasters) - 2010: U Got 2 Know 2010 - 2010: U Got 2 Let the Music 2010 - 2011: Power (feat. Bootmasters) - 2018: U Got 2 Let the Music 2.0 (vs. Mastro J) - 2019: U Got 2 Let The Music 2k19 (Tom Franke x Cappella) - 2019: Move On Baby (Mike Candys Remix) - 2020: U & Me 2020 (with Jason Parker) - 2023: U Got 2 Know (HRD.DNZ Extended Remix) - 2023: U Got 2 Know (Freejak x Cappella) - 2023: Take Me Away (Re-Recorded Version) - 2024: Move On Baby (Sean Finn x Cappella) - 2024: U & Me (John Laurant Extended Remix) - 2024: Happy Phonk - 2025: Giv It 2 Me Baby (Luv Foundation UK feat. Cappella) - 2025: U Got 2 Let The Music (Darren Bailie of Guru Josh Project x Tom Franke x Cappella) - 2025: U & Me (produced by Luv Foundation UK & Ruff Loaderz) - 2025: Stay Mine (with Luv Foundation UK & Ruff Loaderz) |